# 末期古墳
末期古墳（まっきこふん）とは、7世紀から10世紀にかけて東北地方北部と北海道道央の石狩低地帯に造られた、円形を基本とし、土盛りが余り高くなく、周濠を伴う墳墓である。北海道式古墳という別名があり、また、蝦夷系墳墓という名称も提案されており、蝦夷と呼ばれた人々によって造られたものと推定されている。終末期古墳とは概念を異にする。

## 末期古墳の発見と名称について

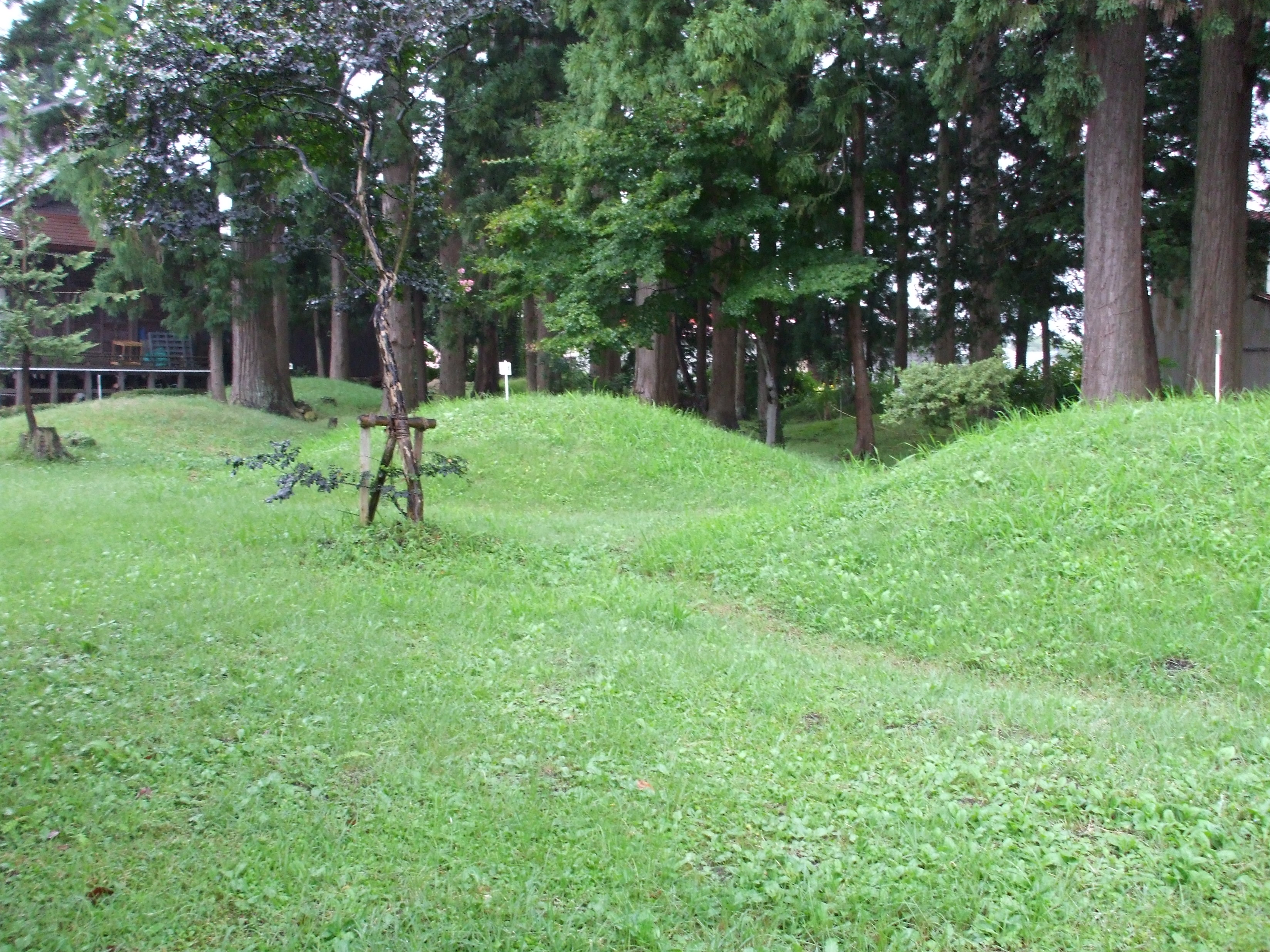
岩手県花巻市にある熊堂古墳群、古墳群から和同開珎が検出されたことから8世紀に築造されたと考えられている。

1931年、北海道札幌郡江別町（現・江別市）で江別古墳群が発見され、1934年、江別古墳群と千歳郡恵庭村（現・恵庭市）にある茂漁古墳群（柏木東遺跡）の発掘結果から後藤守一により北海道式古墳という名称が提案された。これは古墳時代に本州各地で造営された古墳とは異なる、墳丘を持った墳墓という意味で名づけられた。しかしそれらの墳墓が古墳に当たるものかどうかは意見が分かれ、古墳ではなく墳丘墓とした研究者もおり、また古墳の一種とする研究者の中からも1960年代に末期古墳という名称が提案された。
その後、青森県や岩手県などで北海道式古墳に類似した墳墓が次々と発見され、北海道式古墳に変わって末期古墳という名称が広く用いられるようになった。
しかし、現在でもまだ末期古墳が古墳であるかどうかについては確定しておらず、蝦夷系墳墓という名称も提案されている。

## 分布と築造年代
末期古墳は東北地方の青森県、岩手県、秋田県と宮城県北部、そして北海道道央の石狩低地帯に分布している。その他、山形県の庄内平野には未調査の小円墳群があり、末期古墳の可能性がある。
築造年代は7世紀初頭から10世紀にかけてとされる。7世紀前半、北上川中・上流域と馬淵川流域で始まった末期古墳の造営は、8世紀から9世紀にかけて東北地方北部と北海道の石狩低地帯へと分布範囲が広がった。発掘時に確認された十和田湖の915年（延喜15年）大噴火で噴出した火山灰と、白頭山の10世紀前半と推定されている大噴火による火山灰によって、場所によっては10世紀前半まで末期古墳の造営が続いていたことが明らかになっている。
末期古墳は多くの墳墓が密集して造られる群集墳のような形で造られ、青森県の阿光坊古墳群のように、多い場合では100基を越える末期古墳で構成されることもある。同じ地域で長い期間、末期古墳が造られ続けた例もあり、青森県の丹後平古墳群では7世紀後半から9世紀後半までの約200年間、阿光坊古墳群では、7世紀前半から9世紀末まで300年近くにわたって末期古墳が造られ続けた。
末期古墳の造営が始まる前、東北地方北部から北海道にかけて、続縄文文化に伴う墳墓が造られていた。墳形は楕円形で、周溝のような墳墓と周囲を隔てる区画はなく、墳丘もはっきりとは確認できない程度のもので、墓壙の規模から遺体を折り曲げて葬る屈葬であったとされる。ある程度の規模の墳丘と周溝を伴い、遺体を曲げることなく葬った末期古墳との違いは明らかである。また、北海道では石狩低地帯で末期古墳が造られている間も、続縄文文化の時代と変わらぬ墳墓が造られ続けていた。
一方、末期古墳が造営された地域の南にあたる宮城県中南部では、4世紀頃から7世紀にかけて、前方後円墳をはじめとする古墳が造られており、墳長168メートルの雷神山古墳のような大きな古墳もある。しかし末期古墳が造られた宮城県北部の北上川流域や迫川流域では、古墳時代を通して前方後円墳などのいわゆる古墳の造営は見られない。また、末期古墳の造営が始まったのは古墳の造営が下火になる7世紀以降であり、これらのことから前方後円墳をはじめとする古墳の造営者と末期古墳の造営者が異なった社会集団に属していたことがわかる。
ただし、5世紀後半から6世紀にかけての時期、北上川中流域に岩手県内で唯一の前方後円墳である角塚古墳が造られており、古墳を造営した集団と末期古墳を造営した集団との境界に断絶があったとも言い難い。
一方日本海側においても、山形県内には少ないながらも前方後円墳などの古墳が見られるが、古墳が見られない秋田県内では末期古墳が造営が見られる。

## 墳形と規模について
形は楕円形のものや方形に近いものも少数見られるが、基本的に円形をしている。墳丘の周囲には周溝があるのが基本である。
墳丘の規模は直径5メートルから10メートルのものがほとんどで、最大でも17メートル程度である。現在まで墳丘が残っている例は少ないが、墳丘が良好に残っている末期古墳の例から、墳丘の高さは1メートル前後、高くても2メートル未満であったとされる。

## 主体部と副葬品
末期古墳の主体部は大きく分けて土壙に木棺をじかに葬るタイプのものと、古墳の横穴式石室から派生したと考えられる石室を備えたものとに分けられる。
木棺をじかに葬るタイプの末期古墳は、末期古墳の分布地域全体で見られ、また末期古墳の出現期から終末まで確認できる。当初は地表に主体部が造られた後に墳丘が造られたが、8世紀後半以降は、墳丘が造られた後に墳丘から主体部を掘り込むような形で造られた。
石室を備えたタイプは、7世紀末頃から9世紀にかけて北上川流域のみで確認できる。末期古墳の石室は古墳の横穴式石室から派生したと考えられるが、石室の規模から横から遺体を葬るのは困難で、遺体は石室の上から葬ったものと見られている。
副葬品については、刀類などの武器や玉などの装飾品、また馬具や帯金具、須恵器などがある。副葬品の質量とも、個人が使用していたと見られる範囲にとどまり、大量の豪華な品が副葬されることはなかった。墳丘の規模に比較的差が少ない点などとともに、末期古墳を造営した集団は均質性が高く、格差が少なかったことがわかる。
また、末期古墳の副葬品は8世紀前半を境に変化が見られ、それ以前は関東地方など東国の影響が強いとされる馬具や須恵器などの副葬品が中心であったが、8世紀前半以降は蕨手刀や律令制の位階を示す帯金具などに変わった。また丹後平古墳群や茂漁古墳群（柏木東遺跡）などからは和同開珎も発見された。これらは城柵の整備などに伴い発展した交流や朝貢などの結果、もたらされたものとの説がある。

## 末期古墳の特徴
末期古墳は前方後円墳など古墳の築造が下火となる7世紀以降に造営が開始され、古墳が造られなくなった8世紀後半以降も盛んに造り続けられ、10世紀前半まで造られた。そして一部の例外はあるが、末期古墳が造られた地域では古墳の造営は見られない。また末期古墳間の格差は小さく、大型前方後円墳を頂点とする歴然とした格差が見られる古墳とはその性格の違いがある。つまり末期古墳の造営は日本各地で造営された古墳と異なる社会集団によるものであり、蝦夷と呼ばれた人々によって造られたとされる。
しかし続縄文文化で造られた墳墓とは異なり、墳丘や周溝が存在し、そして石室を備えたタイプがあるなど、末期古墳は明らかに古墳文化の影響を受けている。また、古墳時代に広まったかまど付きの隅丸方形の竪穴建物が、7世紀以降北上川流域で見られるようになり、8世紀以降、北東北全体や北海道にも広がっていくことなどからも、蝦夷社会がヤマト王権そして本州との交流によって社会を変化させていったことがわかる。副葬品の内容からも律令国家との交流が見られ、末期古墳は蝦夷社会の独自性の現れであるとともに、ヤマト王権や律令国家と蝦夷社会の交流を示すものでもある。
7世紀から10世紀にかけての蝦夷社会のあり方を示す貴重な遺跡として、北海道の江別古墳群、青森県の阿光坊古墳群、丹後平古墳群、岩手県の江釣子古墳群は国の史跡に指定されている。